# Ficus floccifera
Ficus floccifera är en mullbärsväxtart som beskrevs av Friedrich Ludwig Diels. Ficus floccifera ingår i släktet fikonsläktet, och familjen mullbärsväxter. Inga underarter finns listade i Catalogue of Life.